# Roberto Felices
Roberto Felices (... – 1963) è stato un calciatore argentino, di ruolo difensore, centrocampista e attaccante.

## Caratteristiche tecniche
Giocava come difensore, centromediano e attaccante.